# Filipe Alvim
Filipe Alvim Maluf, mais conhecido como Filipe Alvim (Rio de Janeiro, 13 de janeiro de 1979), é um ex-futebolista brasileiro que atuava como lateral-direito.

## Carreira
Formado no Vasco da Gama, estreou no clube cruzmaltino em 1997, marcando gol: foi em jogo contra o Internacional, aproveitando um rebote após cobrança de falta de Ramon. Ficou até 2001, intercalando seus períodos em São Januário, onde nunca alcançou titularidade, com empréstimos ao Santa Cruz, Bahia e Coritiba. Em 2002, esteve no Juventude, participando da boa campanha do time de Caxias do Sul no Campeonato Brasileiro de 2002, em que a equipe ficou entre as oito finalistas.
No ano seguinte, foi atuar no futebol português, na Académica de Coimbra. Ali teve os primeiros problemas cardíacos, embora ainda não soubesse do que se tratava, com exames chegando a diagnosticar apenas asma. Após uma temporada em Portugal, foi repatriado pelo Corinthians em 2004. Foram oito vitórias, seis empates e três derrotas na campanha que tirou os alvinegros da zona próxima ao rebaixamento a um quinto lugar, por pouco não alcançando a Libertadores.
A última partida do Campeonato Brasileiro de 2004, entretanto, acabaria sendo a última de sua carreira: sentiu-se mal aos 30 minutos do segundo tempo e teve de sair. Foi então constatado arritmia cardíaca. Em ano onde os jogadores Miklós Fehér e Serginho faleceram em campo justamente em função de ataques cardíacos, Filipe Alvim viu-se obrigado a encerrar prematuramente a carreira.
Atuou em dezessete jogos pelo Corinthians no ano de 2004, sendo oito vitórias, seis empates e três derrotas.
Após aposentar-se dos gramados, Filipe Alvim formou-se em Educação Física,

## Títulos
Vasco da Gama
- Campeonato Brasileiro: 1997
- Taça Guanabara: 1998
- Taça Rio: 1998
- Campeonato Carioca: 1998
- Copa Libertadores da América: 1998

Bahia
- Taça Estado da Bahia: 2000

Juventude
- Torneio Cidade de Marília/SP: 2002